# Šest ran do klobouku
Šest ran do klobouku je československá televizní soutěž, živě vysílaná v letech 1981–1984 na I. programu Československé televize. Moderátorem pořadu a zároveň autorem jeho otázek byl Pavel Lukeš.
Soutěže na stejném principu vysílaly rovněž TV Prima pod názvem Bubo bubo v roce 2011 a TV Barrandov jako ANO nebo NE v roce 2018.

## Průběh hry
Každé epizody pořadu se zúčastnilo osm známých osobností, které byly rozděleny do čtyř soutěžních dvojic. Soutěž se skládala ze tří soutěžních kol a dvou meziher. Uprostřed studia se nacházel stůl ve tvaru klobouku otočeného vzhůru nohama, u kterého soutěžící daného kola seděli. Ve studiu bylo přítomno padesát diváků, kteří byli rozděleni do dvou částí studia podle pohlaví na muže a ženy. Během soutěžení ležel na stole bílý klobouk, na který se podepisovali výherci jednotlivých epizod.

### První kolo
První soutěžní kolo se skládalo ze dvou částí, přičemž v každé proti sobě soutěžily dva soutěžní páry. K dispozici byla v každé části sada šesti otázek. Dvojice se střídaly ve vybírání otázek, které vybíraly svým soupeřům. Za každou správně zodpovězenou otázku získala dvojice míček. Pokud pár odpověděl špatně, získali míčky soupeři. Dvojice, která dosáhla jako první tří míčků, postoupila do druhého soutěžního kola.

### První mezihra
V mezihře se stali soutěžícími diváci ve studiu. Některá z osobností zazpívala píseň a k ní se následně vztahovala otázka. Diváci hlasovali pomocí slaměných klobouků, které si před hlasováním každý z nich nasadil na hlavu. Ti, kteří otázku zodpověděli nesprávně, museli své klobouky odevzdat a ti, co odpověděli správně, postoupili do druhé mezihry.

### Druhé kolo
Soutěž pokračovala druhým soutěžním kolem, v němž se střetly vítězné soutěžní páry z obou částí prvního kola. Dvojice již však byly rozděleny, a tak soutěžil každý sám za sebe. Účastníci soutěže vybírali z deseti otázek, které mohli položit kterémukoli ze soupeřů. Za správně zodpovězenou otázku získala tázaná osobnost míček, za špatně zodpovězenou otázku získal míček tazatel. První dva účastníci druhého kola, kteří získali jako první celkem šest míčků (tři z prvního a tři ze druhého kola), postoupili do finálového kola.

### Druhá mezihra
Ve druhé mezihře byla opět některou z osobností zazpívána píseň, ke které následně Pavel Lukeš položil otázku. Diváci, kteří zodpověděli pomocí slamáků správně i druhou mezihru, měli šanci vyhrát symbol pořadu – keramického panáčka v buřince.

### Třetí kolo (finále)
Ve třetím a zároveň finálovém kole se střetli dva vítězové druhého kola. Každý finalista reprezentoval jednu část diváckého publika podle svého pohlaví (pokud se do finále dostaly dvě osobnosti stejného pohlaví, musely se dohodnout, kdo bude reprezentovat ženy a kdo muže). Následovalo šest ran do klobouku pomocí míčků, které finalisté během prvních dvou kol získali. Stůl ve tvaru klobouku byl rozdělen na dvě poloviny, přičemž soutěžící měli za úkol strefovat se míčky do poloviny pro ně vzdálenější. Osobnosti se v hodech střídaly. Pokud se soutěžící strefili do bližší poloviny, která patřila soupeři, míček byl připsán právě soupeři.
Ten finalista, který měl po všech dvanácti hodech ve své části klobouku míčků nejvíce, se stal vítězem epizody a zároveň měl možnost podepsat se na bílý klobouk. Nastala-li remíza, házeli účastníci finále do klobouku další míčky, dokud některý z nich nezvítězil.
Vítěz zároveň zajistil té části publika, kterou reprezentoval, výhru keramického panáčka.